# Ramphomicron
Ramphomicron (doornsnavels) is een geslacht van vogels uit de familie kolibries (Trochilidae) en de geslachtengroep Lesbiini (komeetkolibries). Er zijn 2 soorten:
- Ramphomicron dorsale  – Zwartrugdoornsnavel
- Ramphomicron microrhynchum  – Purperrugdoornsnavel